# Ann Winblad
 (mai 2021).
Le contenu est difficilement compréhensible vu les erreurs de traduction, qui sont peut-être dues à l'utilisation d'un logiciel de traduction automatique.
Ann L. Winblad (est née le 1er novembre 1950) est une femme d'affaires américaine. Elle est également fondatrice associée de Hummer Winblad Venture Partners .

## Première vie et éducation
Ann L. Winblad est née le 1er novembre 1950 à Red Wing, Minnesota. Née du père Wilbur Winblad et de sa mère Elizabeth Stark, elle et ses cinq autres frères et sœurs ont grandi à Rushford et Farmington,,.
Au cours de ses années de lycée, elle est une pom-pom girl et une étudiante major. Winblad obtient son baccalauréat en arts en mathématiques et en administration des affaires de l'Université St. Catherine et sa maîtrise en éducation à l'Université de St. Thomas, St. Paul, Minnesota. Elle reçoit le prix John F. Cade pour entrepreneuriat exceptionnel en 1997.
Grâce à sa maîtrise, Winblad rejoint la Réserve fédérale où elle travaille pendant 13 mois.

## Carrière
Après avoir obtenu son diplôme d'études supérieures, Winblad et trois collègues quittent la Réserve fédérale pour fonder Open Systems Inc. L'entreprise, spécialisée dans les logiciels de comptabilité, est revendue pour plus de 15 millions de dollars six ans plus tard,. Après la vente de sa société, Winblad devient consultante technique pour IBM et Microsoft, entreprise dans laquelle elle investit également. En 1984, Elle rencontre Bill Gates lors d'une conférence informatique Ben Rosen - Esther Dyson. Ils entretiennent une relation jusqu'en 1987. Malgré leur rupture, ils sont ensuite restés en bons termes.
En 1989, Winblad cofonde avec John Hummer (en) la société de capital-risque Hummer Winblad Venture Partners. Il leur faut près de deux ans pour lever suffisamment de fonds pour lancer la société, avec IBM et The St. Paul Companies comme principaux investisseurs. Au cours de ses premières années, Hummer Winblad Venture Partners permet le lancement de 16 startups.
En 2000, Winblad est intronisée au Fortune Small Business Hall of Fame.

## Vie privée
Ann Winblad est l'ex-petite amie de Bill Gates, qu'elle a fréquenté entre 1984 et 1987. Lorsque Bill Gates épouse Melinda Gates, il demande à son épouse de conserver une tradition de vacances avec Ann Winblad. Ainsi, chaque printemps, Gates passe un long week-end avec Winblad dans son chalet de plage sur les Outer Banks de Caroline du Nord, où ils montent en buggy, volent en deltaplane, marchent sur la plage et partagent leurs pensées sur le monde et sur eux-mêmes,.
Ann est mariée à un enquêteur privé, Alex Kline, basé à San Francisco, qui est le frère cadet de l'acteur Kevin Kline.

## Honneurs
- Récipiendaire du prix 2017 des femmes exemplaires[15].
- Prix du visionnaire SVForum